# Poslednja postaja
Poslednja postaja je slovenski črno-beli dramski film iz leta 1971 v režiji Jožeta Babiča po scenariju Branka Šömena. Film prikazuje nekdanjega partizana Toneta, ki se stežka preživlja kot komunalni delavec in živi kot podnajemnik v stanovanju nekdanje žene.

## Igralci
- Marjan Bačko
- Polde Bibič kot Tone
- Sonja Blaž
- Livio Bogatec
- Laci Cigoj
- Teja Glažar
- Marija Goršič
- Angela Janko
- Knez Jasna
- Pavle Jeršin
- Mila Kačič
- Boris Kočevar
- Hermina Kočevar
- Dragica Kokot
- Tone Kuntner
- Dušan Mevlja
- Dragan Nikolić
- Volodja Peer
- Majda Potokar kot Magda
- Breda Pugelj
- Janez Rohaček
- Jože Samec
- Tone Šolar
- Arnold Tovornik
- Matjaž Turk
- Berta Ukmar
- Miro Veber
- Bogomir Veras
- Franjo Vičar
- Janez Vrhovec
- Jože Zupan